# 英属维尔京群岛旗帜
英屬維爾京群島旗幟，是英國海外領土英屬維爾京群島在1960年採用。右側的徽章是聖烏蘇拉、兩側的11個燈象徵跟隨聖烏蘇拉的處女。